# Bracon fuscitarsis
Bracon fuscitarsis är en stekelart som först beskrevs av William Harris Ashmead 1900.  Bracon fuscitarsis ingår i släktet Bracon och familjen bracksteklar. Inga underarter finns listade.